# Pleurocrypta meridionalis
Pleurocrypta meridionalis là một loài chân đều trong họ Bopyridae. Loài này được Lemos de Castro & Brasil Lima miêu tả khoa học năm 1975.